# Parasphaeria boleiriana
Parasphaeria boleiriana ist eine südamerikanische Schabenart.

## Merkmale
Es handelt sich um mittelgroße Tiere (Länge der Weibchens etwa 2 cm) mit nur schwach abgeplatteten, eher oval gerundetem Körper. Die Männchen sind merklich kleiner als die Weibchen und voll geflügelt, die Flügel der Weibchen sind verkürzt und erreichen nicht das Hinterleibsende. Der Halsschild (Pronotum) des Männchens ist oval, der des Weibchens abgerundet dreieckig. Die Jugendstadien (Nymphen) entsprechen den Adulti in der Körperform, sie sind braun gefärbt. Die adulten Weibchen sind schwarz mit gelben Beinen, außerdem sind der Vorderrand der Flügel, die Mundwerkzeuge und ein Fleckenpaar auf den Hinterleibstergiten gelblich. Männchen sind gelblich mit durchscheinenden Flügeln, mit einem braunen Abzeichen auf der Scheibe des Pronotums.

## Lebensraum und Lebensweise
Die Art lebt in Wäldern an der Atlantikküste Südamerikas, im Süden von Brasilien. Die immergrünen Wälder mit ausgeprägter Trockenzeit sind hier in großen Abschnitten für die Landwirtschaft gerodet worden, aber als Waldinseln vor allem in Schutzgebieten noch erhalten geblieben. Parasphaeria boleiriana wurde in vielen dieser Wälder gefunden und scheint hier weit verbreitet zu sein. Die Tiere leben im Inneren von pilzlich teilabgebautem und dadurch weichem Totholz, das auch ihre ausschließliche Ernährungsbasis darstellt. Sie bilden im Inneren von liegenden Ästen oder Baumstämmen kleine Kolonien von selten mehr als 15 (max. 78) Tieren, die aus einem geschlechtsreifen Weibchen und dessen Nachkommenschaft bestehen. Anders als bei anderen holzbewohnenden Schaben und bei Termiten kommen keine Verbände aus Männchen, Weibchen und dem Nachwuchs vor. Die Tiere fressen Gänge von Körperbreite in das Holz, die etwa zur Hälfte mit Kot (Faeces) gefüllt sind. Merkmale fortgeschritteneren Soziallebens, wie z. B. gegenseitige Fütterung (Trophallaxis), wurden nicht beobachtet. Ähnlich wie bei Termiten und anderen holzbewohnenden Schaben (z. B. der Gattung Cryptocercus) leben im Enddarm der Tiere symbiotische Einzeller (Flagellaten), die die Verdauung des Holzes ermöglichen.

## Bedeutung
Seit als weitgehend gesichert gilt, dass die Termiten von (sub)sozialen, holzbewohnenden Schabenarten abstammen, sind diese Schaben als Modellorganismen für die Entstehung der eusozialen Insektenstaaten interessant für Evolutionsbiologen. Seit vielen Jahrzehnten wird dabei insbesondere die Gattung Cryptocercus (Familie Cryptocercidae) betrachtet, die als Schwestergruppe der Termiten gilt. Bei Parasphaeria boleiriana ist die holzbewohnende Lebensweise offenbar konvergent entstanden. Es finden sich Parallelen und Unterschiede. So besitzt auch Paraspaeria symbiotische Flagellaten im Darm, allerdings andere als Cryptocercus und die Termiten (die diesen gemeinsam sind). Bei Parasphaeria leben die Nachkommen zwar zusammen, aber ohne dass es zu echten sozialen Interaktionen zwischen ihnen (wie z. B. gegenseitiger Fütterung) kommt. Dies unterstützt eine umstrittene Theorie zur Entstehung der Staaten bei den Termiten, die davon ausgeht, dass das Zusammenleben primär dadurch entstanden ist, dass den Tieren ihre Nahrungsressource (Holz) in so großen Mengen zur Verfügung steht, dass es nicht zu unmittelbarer Konkurrenz zwischen ihnen gekommen ist. Soziale Interaktionen oder Brutfürsorge hätten sich demnach erst später in diesen Aggregationen ausgebildet. Dies ist ein wesentlicher Unterschied zum gängigen Modell zur Entstehung bei den sozialen Hautflüglern.